# Jorge Drexler
Jorge Abner Drexler Prada (Montevideo, 21 de septiembre de 1964) es un cantautor, músico, compositor, actor y otorrinolaringólogo uruguayo, uno de los más reconocidos y premiados de habla hispana. A lo largo de su carrera, ha ganado dieciséis Premios Grammy Latinos, un Premio Óscar, un Premio Goya, tres Premios Graffiti, entre muchos otros. Ha publicado quince álbumes de estudio y colaborado con numerosos artistas.

## Biografía
Es hijo de Lucero Prada da Silveira y Gunther Drexler Schlein. Su padre, fallecido en 2024, era judío, de nacionalidad alemana, nacido en Berlín. En 1939 escapó del Holocausto con su familia a Bolivia. En primera instancia se asentó en La Paz, para luego trasladarse a la ciudad de Oruro, donde vivió ocho años. Su madre, fallecida en 2018, era una mujer criolla, uruguaya de varias generaciones, con padres que ejercieron de maestros rurales y criada en el campo uruguayo. Ambos, Drexler y Prada, estudiaron medicina en Montevideo, donde se conocieron; Jorge es el hijo mayor de su matrimonio. Su hermano menor, Daniel Drexler, también es músico. Otros dos hermanos, Paula y Diego, completan la familia Drexler Prada.
Jorge cursó sus estudios básicos en la escuela pública, y la secundaria en el liceo Kennedy y en el Instituto Ariel Hebreo Uruguayo. Algunas de sus actividades fueron como guardavidas y practicante médico a domicilio. Estudió medicina y se licenció en su ciudad natal. Tras obtener su diploma, se desempeñó como médico al igual que sus padres. Fue otorrinolaringólogo antes de dedicarse de lleno a la música.
Es padre de tres hijos. El primero, Pablo, fruto de su matrimonio con la cantante Ana Laan, que graba sus discos bajo el seudónimo de Rita Calypso. Con su actual pareja, Leonor Watling, actriz y cantante del grupo Marlango, tuvo dos hijos: Luca nacido a comienzos de 2009 y Leah nacida en julio de 2011.

## Carrera

### Inicios artísticos
En 1991 obtuvo uno de los premios del Primer Concurso de la Canción Nacional Inédita, realizado por la radio Alfa F.M. de Montevideo con la organización de la periodista Mónica Willengton y el músico Fernando De Moraes, junto a otros jóvenes artistas también premiados como María Rosa Castrillón, Gastón Rodríguez y Tocata y Fuga, con quienes compartió un casete editado por el sello Sondor. Al año siguiente, el sello Ayuí / Tacuabé editó su primer larga duración, el cual se tituló La luz que sabe robar.[cita requerida]
Fue telonero de Caetano Veloso en el Teatro Solís de Montevideo y luego de Joaquín Sabina en el Teatro de Verano de Montevideo, lo cual determinó que en 1995 fuera a España para tocar en tres conciertos del cantautor español y establecer en Madrid su residencia.[cita requerida]

### Polémica en los premios Óscar
La organización del evento de la entrega de los Premios Óscar decidió que el cantautor uruguayo no debía interpretar su canción hasta ese momento nominada en la categoría de mejor canción inédita para una película por su tema Al otro lado del río en el filme Diarios de motocicleta, debido a que Drexler no era una figura lo suficientemente conocida como para hacerlo. A pesar de no estar de acuerdo con esta decisión, aceptó las medidas tomadas y aclaró que este penoso incidente fue por parte de los organizadores del evento y no de la Academia.
Durante la entrega de los Premios Óscar, la canción fue interpretada por el actor Antonio Banderas acompañado del guitarrista Carlos Santana. Días antes, Drexler había mostrado su disconformidad por este hecho así que, cuando se acercó a recibir el premio, en vez de dar el respectivo discurso de agradecimiento, interpretó un fragmento de su canción a capela, obteniendo de alguna manera su revancha.

Componer es un momento de cuestionamiento, euforia y depresión. Una vez que abrís una canción, no tenés más remedio que terminarla. Si no la sensación es de coitus interruptus, horripilante, no te deja dormir. Y cuando lo resolvés..., no quiero continuar con la analogía, pero sí: es como muy bueno, una intensa sensación placentera, de enorme gratificación y de contacto con lo divino.
Entrevista a Jorge Drexler, por María Eugenia Ludueña, en la revista de autogestión Hecho en Buenos Aires, n.º 47.

En julio de 2005 asiste al festival de música étnica Etnosur, donde compartió escenario con el andaluz Javier Ruibal y el brasileño Leo Minax.
Su disco 12 segundos de oscuridad se grabó en Madrid, con Juan Campodónico en la producción y con la colaboración de Leonor Watling y Kevin Johansen en los coros, y un dueto con Maria Rita en el tema Soledad. Este disco se editó prácticamente en todo el mundo entre septiembre de 2006 y febrero de 2007.[cita requerida]
12 segundos de oscuridad incluye diez temas originales y dos versiones: "High & Dry", de la banda británica Radiohead, y "Disneylandia", de los brasileños Titãs, además del sencillo titulado Transoceánica.[cita requerida]
En 2006, Drexler también prestó su imagen para el videoclip de la canción de Macaco Madre Tierra.[cita requerida]
Durante su gira por la Ciudad de México, acordó una licencia con el director mexicano Fernando Sariñana para utilizar el tema La edad del cielo en su nuevo filme, que llevaría por nombre Enemigos íntimos y que protagonizaría Demián Bichir.
A su vez, en septiembre de 2007 acordó su participación en el filme Que parezca un accidente, del director español Gerardo Herrero, para quien compondría una canción llamada Lo que aparenta.
En abril de 2008, publicó Cara B, un doble disco de 32 canciones de su repertorio grabadas en vivo y acompañadas por una guitarra y los sonidos de la calle (el traqueteo de un tren, el despegue de un avión, el sonido de una banda de música -Banda de Música del Prat-, la percusión de dos jóvenes de Barcelona,...) grabados en su gira por Cataluña. Este disco, sin embargo, no busca ser un recopilatorio o un 'grandes éxitos', y contiene en gran parte canciones de los primeros discos o canciones raras de su repertorio y ha sido definido por el propio Drexler como 'el intento de volver visible la parte no visible de un proyecto, en este caso un proyecto de 8 discos'.[cita requerida]
Drexler también colaboró para el disco She Wolf, de Shakira, con las canciones "Loba" (versión en español del sencillo que le da nombre al disco), "Lo Hecho Está Hecho" (versión en español de "Did It Again"), "Años Luz" (versión en español de "Why Wait") y "Gitana" (versión en español de "Gypsy").[cita requerida]
En marzo de 2010, salió su nuevo disco "Amar la trama", el cual se grabó durante cuatro días con músicos tocando en vivo y a la misma vez y un público selecto entre seguidores de Drexler de Myspace.[cita requerida]

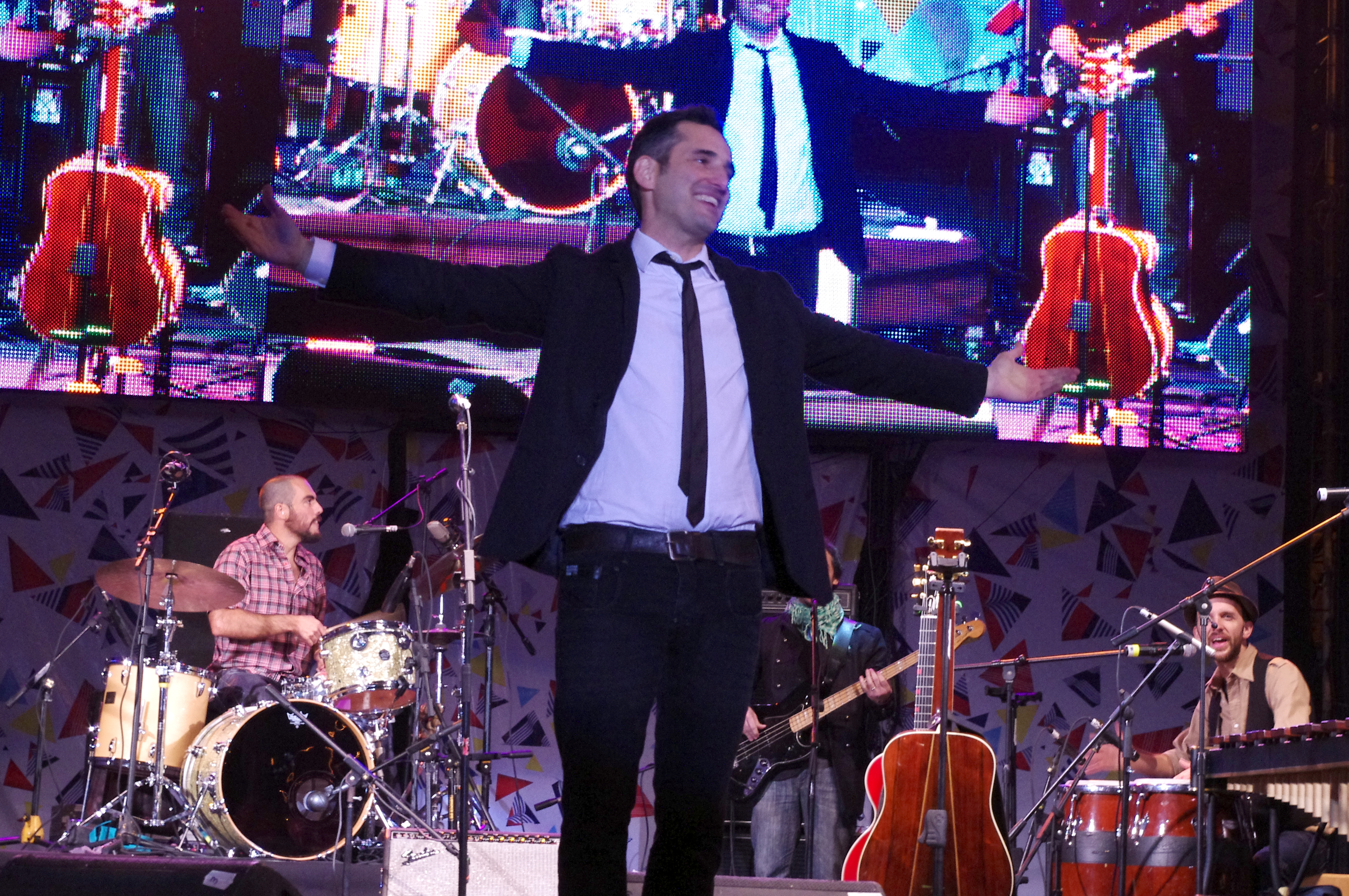
Jorge Drexler, en 2011.

En febrero de 2011, la Academia de las Artes y las Ciencias Cinematográficas de España le entregó el Premio Goya a la Mejor Canción Original por "Que el soneto nos tome por sorpresa", compuesta e interpretada por Jorge, que forma parte de la banda sonora original de la película "Lope".
En el 2012, debutó con un rol protagónico en la comedia romántica argentina La suerte en tus manos, dirigida por Daniel Burman, y luego participó en el álbum "Respiro" por el artista italiano Joe Barbieri en la canción "Diario di una caduta." A finales de ese mismo año, publica la app 'n' en la Apple Store y Google Play. Esta aplicación permite al usuario interactuar con 3 canciones específicamente escritas y producidas para ser transformadas y editadas por usuarios de teléfonos inteligentes y tabletas.
En 2013, es Pregonero del Carnaval de Cádiz. En este mismo año publicó su trabajo titulado n, un EP compuesto por 5 canciones que cuenta con la colaboración de Kiko Veneno, Kevin Johansen, Xoel López y René 'Residente' Pérez (Calle 13), entre otros.
En abril de 2014 sacó a la luz un nuevo disco titulado Bailar en la cueva, con la colaboración de Caetano Veloso, Bomba Estéreo, Ana Tijoux, Eduardo Cabra, Calle 13, entre otros.
En mayo de 2017, el artista uruguayo brindó su primera charla TED, con base en sus conocimientos sobre la historia de la música y la diversidad cultural de sus ancestros, haciendo mención -también- al conflicto entre Israel y Palestina.
El 15 de noviembre de 2018 en la decimonovena edición de los Latin Grammy, Jorge Drexler ganó tres "gramófonos" en la categorías más importantes: "Canción" y "Grabación del año" por su sencillo Telefonía, y "Mejor álbum de cantautor" por el disco Salvavidas de hielo (2017).
A mediados del 2019 Jorge Drexler anuncia una nueva gira llamada "Silente" y destaca por estar acompañado únicamente por su guitarra, como el artista afirma, el silencio será muy importante en sus presentaciones: “ahora me apetecía hacer una gira en formato estrictamente solista, es decir, yo solo centrado en la voz, en la guitarra y en algunas cajas de ritmos. El planteamiento es mucho más radical que el anterior y muy atípico ya que el silencio es parte de la materia prima de los conciertos”
En 2021 colabora con el artista C. Tangana, en el tema "Nominao" dentro del álbum El Madrileño, obteniendo gran éxito entre el público joven, además del sencillo Tocarte. 

## Premios y distinciones
Premios Óscar
| Año  | Categoría              | Canción                | Película               | Resultado |
| ---- | ---------------------- | ---------------------- | ---------------------- | --------- |
| 2005 | Mejor canción original | «Al otro lado del río» | Diarios de motocicleta | Ganador   |

- 2012, Premio La Mar de Músicas
- 2011, Premios Goya a Mejor canción original  "Que el soneto nos tome por sorpresa" (Lope)
- 2014, Premios Grammy Latinos Grabación del Año, "Universos Paralelos" con Ana Tijoux
- 2014, Premios Grammy Latinos Álbum Cantautor, Bailar en la cueva
- 2018, Premios Grammy Latinos Grabación del año, Telefonía
- 2018, Premios Grammy Latinos Canción del Año, Telefonía
- 2018, Premios Grammy Latinos Álbum Cantautor, Salvavidas de hielo
- 2021, Premios Grammy Latinos Canción pop rock, Hong Kong con C. Tangana & Andrés Calamaro
- 2021, Premios Grammy Latinos Canción Alternativa, Nominado con C. Tangana
- 2022, Premios Grammy Latinos Grabación del Año, Tocarte con C. Tangana
- 2022, Premios Grammy Latinos Canción del Año, Tocarte con C. Tangana
- 2022, Premios Grammy Latinos Canción Alternativa, El día que estrenaste el mundo
- 2022, Premios Grammy Latinos Canción en Portugués, Vento Sardo con Marisa Monte
- 2022, Premios Grammy Latinos Álbum Cantautor, Tinta y tiempo
- 2022, Premios Grammy Latinos Canción pop, La guerrilla de la concordia
- 2022, Premios Grammy Latinos Mejor arreglo, El plan maestro
- 2024, Premios Grammy Latinos Canción del año, Derrumbe
- 2024, Premios Grammy Latinos Canción cantautor, Derrumbe

## Discografía

### Álbumes de estudio
- 1992, La luz que sabe robar (Ayuí / Tacuabé)
- 1994, Radar (Ayuí / Tacuabé)
- 1996, Vaivén (Virgin Records España)
- 1997, Llueve (Virgin Records España)
- 1999, Frontera (Virgin Records España)
- 2001, Sea (Virgin Records España)
- 2004, Eco (Dro Atlantic)
- 2006, 12 Segundos De Oscuridad (Dro Atlantic)
- 2010, Amar la trama (Warner Music)
- 2014, Bailar en la cueva (Warner Music)
- 2017, Salvavidas de hielo (Warner Music)
- 2022, Tinta y tiempo (Sony Music España)

### Bandas sonoras
- 1998, Retrato de una mujer con hombre al fondo

### EP
- 2013, n

### Colectivos
- 1991, Los ganadores del concurso Alfa (compartido con Carlos Vidal, María Rosa Castrillón, Gastón Rodríguez y Tocata y fuga. Sondor 4.752-4)
- 1999, Cuando te encontré
- 2000, Botín de guerra
- 2000, ¡Mira que eres canalla, Aute!
- 2000, Las razones de mis amigos
- 2002, Un barco de sueños
- 2003, Regularte – Homenaje a Jorginho Gularte
- 2004, Neruda en el corazón
- 2004, Canto por el cambio
- 2004, Marinero en Tierra 2
- 2004, Sin tu corazón no somos nada
- 2004, No sos vos, soy yo
- 2004, Diarios de motocicleta
- 2005, BarnaSants. 10 anys de ritmes i cançons
- 2005, Samba pa ti
- 2005, KCRW Sounds Ecléctico
- 2005, Hermanas
- 2007, Reencuentros
- 2007, Hotel Tívoli
- 2008, Que parezca un accidente
- 2009, The city of your final destination
- 2010, Lope
- 2012, A tribute to Caetano Veloso
- 2013, La carpa invisible. Familia de circo
- 2014, Amor de mis amores
- 2014, Homenaje a Nelson Motta – Nelson 70
- 2016, A Chabuca
- 2017, Charco, canciones del Río de la Plata
- 2017, ¿Quién eres tú?
- 2018, El disc de La Marató
- 2019, Hijos del Mediterráneo
- 2020, Row on (Al otro lado del río)
- 2020, 100 Years of Calypso - Walter Ferguson
- 2021, Pasaba por aquí
- 2022, Sólo pienso en ti. Tributo a Víctor Manuel

### Álbumes recopilatorios
- 2004, La edad del cielo
- 2005, Primeras grabaciones. 1992-1994. La Luz que sabe robar + Radar. (Disco doble. Dro Atlantic)
- 2008, Cara B (doble directo + DVD. Dro Atlantic)
- 2021, 30 años (Warner Music)